# Jankov (Boemia meridionale)
Jankov è un comune della Repubblica Ceca facente parte del distretto di České Budějovice, in Boemia Meridionale.